# Darren Doane

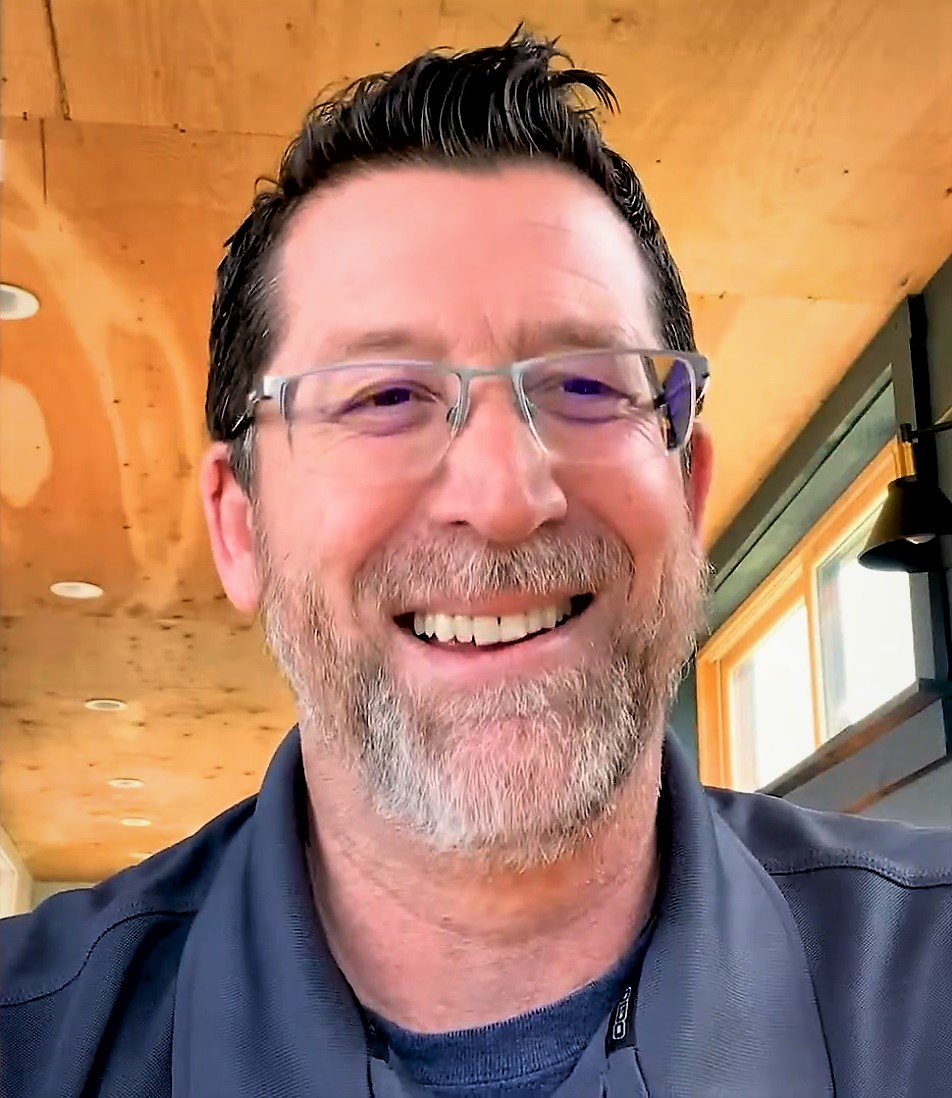
Darren Doane

Darren Doane (* 1972 in Westlake Village) ist ein US-amerikanischer Filmemacher, Musikvideoregisseur und Schauspieler.

## Leben
2007 gründete Doane mit Josh Karchmer die Produktionsfirma LEVEL4 für Werbe- und Musikvideos. Zu ihren Kunden zählten Toyota, Hurley / Nike, Saatchi & Saatchi, Atlantic Records, JBL und Universal Records. Seine ersten Musikvideos produzierte er mit Ken Daurio und drehte mehrere frühe Blink-182-Musikvideos.
2014 produzierte er den Weihnachtsfilm Saving Christmas, bei dem er auch das Drehbuch schrieb und mit der Figur des Christian eine der Hauptrollen übernahm.

## Filmografie (Auswahl-Regie)
- 1993: Firearm
- 1993: Hardcase
- 1995: Blink-182: M+M's
- 1996: Pennywise: Home Movies
- 1997: Blink-182: Dammit
- 1998: Blink-182: Josie
- 1999: Godmoney
- 2000: Ides of March
- 2001: Black Friday
- 2001: 42K
- 2002: Another Year on the Screen Volume 1
- 2003: Deftones: Hexagram
- 2004: The Battle for L.A.
- 2005: Scary Kids Scaring Kids: The Only Medicine
- 2005: Blink 182: Greatest Hits
- 2005. Unleaded
- 2006: Metal by Numbers
- 2008: Eyes Front
- 2008: Jason Mraz: I'm Yours
- 2008: Buckcherry: Don't Go Away
- 2009: Jason Mraz's Beautiful Mess: Live on Earth
- 2009: Collision: Christopher Hitchens vs. Douglas Wilson
- 2009: Dead Man Running
- 2013: Unstoppable (Dokumentation)
- 2013: Kid Rock: Redneck Paradise - Album Version
- 2014: Mercy Rule
- 2014: Saving Christmas
- 2015: The Free Speech Apocalypse  (Dokumentation)
- 2018: Jason Mraz Feat. Meghan Trainor: More Than Friends

## Filmografie (Produzent)
- 1993: Hardcase (auch Drehbuch)
- 1996: Pennywise: Home Movies
- 2004: The Battle for L.A.
- 2008: Eyes Front (auch Drehbuch)
- 2009: Dead Man Running
- 2013: How to Answer the Fool
- 2014: Saving Christmas (auch Drehbuch und Hauptrolle)
- 2015: The Free Speech Apocalypse
- 2016: The River Thief
- 2016: Shorebreak: The Clark Little Story